# Live from Studio Rivbea (Rivbea Live! Series, Volume 3)
Live from Studio Rivbea 1974 & 1976 (Rivbea Live! Series, Volume 3) ist ein Musikalbum von Jimmy Lyons. Die 1974 und 1976 im Veranstaltungsort Studio Rivbea in New York City entstandenen Aufnahmen erschienen am 2. Mai 2025 auf NoBusiness Records als dritter Teil der Reihe „Rivbea Live!“.

## Hintergrund
Der Altsaxophonist Jimmy Lyons trat 1974 und 1976 im New Yorker Loft von Sam und Bea Rivers auf, zunächst am 20. Juni 1974 mit dem Bassisten Hayes Burnett und dem Schlagzeuger Henry Letcher (Track 2). In erweiterter Besetzung mit der Fagottistin Karen Borca spielte er im Mai 1976 erneut im Studio Rivbea, diesmal im Rahmen des Wildflowers Festival und mit Syd Smart am Schlagzeug, veröffentlicht auf dem Album als erster Titel. „After You Left“ ist ein bisher unveröffentlichter Teil von Lyons’ Auftritt beim Wildflowers-Festival 1976, das auf dem Album Wildflowers – The New York Jazz Loft Sessions (1977) auszugsweise dokumentiert ist.

## Titelliste
- Jimmy Lyons: Live from Studio Rivbea (Rivbea Live! Series, Volume 3) (NoBusiness Records NBCD 178)[2]

1. After You Left 27:52
2. Diads 26:10

Die Kompositionen stammen von Jimmy Lyons.

## Rezeption
Nach Ansicht von John Sharpe, der das Album in All About Jazz rezensierte, ist der Saxophonist Jimmy Lyons selbst auf dem Höhepunkt seines Schaffens unterschätzt worden, doch für diejenigen, die ein offenes Ohr für die radikalen Innovationen der Loft-Jazz-Ära hatten, sei er eine mitreißende Erscheinung gewesen. Dass sein Vermächtnis unterschätzt bleibe, liege zum Teil an seiner langjährigen Tätigkeit in Cecil Taylors glühendem Umfeld. Lyons sei jedoch mehr als nur ein Kontrast; er sei Taylors einfühlsamster Dialogpartner gewesen, die Brücke zur Bebop-Logik inmitten von Taylors eruptiven Ausbrüchen.
Beide Sets würden, so Sharpe, ein Porträt von Lyons als Musiker von ungewöhnlicher Disziplin und Intensität zeichnen – ein Musiker, der selbst in den ungebundensten musikalischen Umgebungen zutiefst auf Zusammenhalt bedacht sei. Diese Aufnahmen seien nicht nur eine wichtige Ergänzung seiner spärlichen Diskografie, sondern bekräftigten auch die entscheidende Rolle der Lofts der Lower East Side als Schmelztiegel des experimentellen Jazz in den 1970er-Jahren. In diesem förderlichen Ökosystem hätten Musiker wie Lyons ihre Wege gehen können, selbst im Schatten hellerer Sterne.
Das Album gelangte auf Position 7 der Halbjahresliste (1/2025) des Francis Davis Jazz Critics Poll in der Kategorie wieder- und unveröffentlichter älterer Aufnahmen.